# Nino Schurter
Nino Schurter (Tersnaus, 13 de mayo de 1986) es un deportista suizo que compite en ciclismo de montaña en la disciplina de campo a través, aunque también compite en carretera.
Participó en cinco Juegos Olímpicos de Verano, obteniendo en total tres medallas, oro en Río de Janeiro 2016, plata en Londres 2012 y bronce en Pekín 2008, el cuarto lugar en Tokio 2020 y el noveno en París 2024. En los Juegos Europeos de Bakú 2015 obtuvo la medalla de oro en la prueba de campo a través.
Ganó veinticinco medallas en el Campeonato Mundial de Ciclismo de Montaña entre los años 2003 y 2023, y nueve medallas en el Campeonato Europeo de Ciclismo de Montaña entre los años 2003 y 2025.
Fue el abanderado de Suiza en la ceremonia de apertura de los Juegos Olímpicos de París 2024 junto con la tiradora Nina Christen.

## Medallero internacional
| Juegos Olímpicos   | Juegos Olímpicos              | Juegos Olímpicos  | Juegos Olímpicos           |
| Año                | Lugar                         | Medalla           | Competición                |
| ------------------ | ----------------------------- | ----------------- | -------------------------- |
| 2008               | Pekín (China)                 | Medalla de bronce | Campo a través             |
| 2012               | Londres (Reino Unido)         | Medalla de plata  | Campo a través             |
| 2016               | Río de Janeiro (Brasil)       | Medalla de oro    | Campo a través             |
| Campeonato Mundial |                               |                   |                            |
| Año                | Lugar                         | Medalla           | Competición                |
| 2003               | Lugano (Suiza)                | Medalla de plata  | Campo a través por relevos |
| 2004               | Les Gets (Francia)            | Medalla de plata  | Campo a través por relevos |
| 2006               | Rotorua (Nueva Zelanda)       | Medalla de oro    | Campo a través por relevos |
| 2007               | Fort William (Reino Unido)    | Medalla de oro    | Campo a través por relevos |
| 2008               | Val di Sole (Italia)          | Medalla de plata  | Campo a través por relevos |
| 2009               | Camberra (Australia)          | Medalla de oro    | Campo a través             |
| 2011               | Champéry (Suiza)              | Medalla de plata  | Campo a través             |
| 2011               | Champéry (Suiza)              | Medalla de plata  | Campo a través por relevos |
| 2012               | Leogang/Saalfelden (Austria)  | Medalla de oro    | Campo a través             |
| 2013               | Pietermaritzburg (Sudáfrica)  | Medalla de oro    | Campo a través             |
| 2014               | Hafjell/Lillehammer (Noruega) | Medalla de plata  | Campo a través             |
| 2014               | Hafjell/Lillehammer (Noruega) | Medalla de plata  | Campo a través por relevos |
| 2015               | Vallnord (Andorra)            | Medalla de oro    | Campo a través             |
| 2016               | Nové Město (República Checa)  | Medalla de oro    | Campo a través             |
| 2017               | Cairns (Australia)            | Medalla de oro    | Campo a través             |
| 2017               | Cairns (Australia)            | Medalla de oro    | Campo a través por relevos |
| 2018               | Lenzerheide (Suiza)           | Medalla de oro    | Campo a través             |
| 2018               | Lenzerheide (Suiza)           | Medalla de oro    | Campo a través por relevos |
| 2019               | Mont-Sainte-Anne (Canadá)     | Medalla de oro    | Campo a través             |
| 2019               | Mont-Sainte-Anne (Canadá)     | Medalla de oro    | Campo a través por relevos |
| 2021               | Val di Sole (Italia)          | Medalla de oro    | Campo a través             |
| 2022               | Les Gets (Francia)            | Medalla de oro    | Campo a través             |
| 2022               | Les Gets (Francia)            | Medalla de oro    | Campo a través por relevos |
| 2023               | Glasgow (Reino Unido)         | Medalla de oro    | Campo a través por relevos |
| 2023               | Glasgow (Reino Unido)         | Medalla de bronce | Campo a través             |
| Juegos Europeos    |                               |                   |                            |
| Año                | Lugar                         | Medalla           | Competición                |
| 2015               | Bakú (Azerbaiyán)             | Medalla de oro    | Campo a través             |
| Campeonato Europeo |                               |                   |                            |
| Año                | Lugar                         | Medalla           | Competición                |
| 2003               | Graz (Austria)                | Medalla de oro    | Campo a través por relevos |
| 2004               | Wałbrzych (Polonia)           | Medalla de oro    | Campo a través por relevos |
| 2005               | Kluisbergen (Bélgica)         | Medalla de plata  | Campo a través por relevos |
| 2006               | Lamosano (Italia)             | Medalla de oro    | Campo a través por relevos |
| 2007               | Capadocia (Turquía)           | Medalla de oro    | Campo a través por relevos |
| 2013               | Berna (Suiza)                 | Medalla de plata  | Campo a través             |
| 2013               | Berna (Suiza)                 | Medalla de plata  | Campo a través por relevos |
| 2020               | Monteceneri (Suiza)           | Medalla de oro    | Campo a través             |
| 2025               | Melgaço (Portugal)            | Medalla de plata  | Campo a través por relevos |

## Resultados en la Copa del Mundo
| Año  | Modalidad | 1      | 2       | 3       | 4      | 5      | 6       | 7       | 8       | 9      | Pos. | Puntos |
| ---- | --------- | ------ | ------- | ------- | ------ | ------ | ------- | ------- | ------- | ------ | ---- | ------ |
| 2005 | XCO       | SPA 28 | MAD 35  | HOU 45  | WIL 22 | MON —  | SAN —   | ANG —   | FOR Ret |        | 43.° | 174    |
| 2006 | XCO       | CUR 14 | MAD 14  | SPA —   | FOR 9  | MON 18 | SCH 23  |         |         |        | 9.°  | 481    |
| 2007 | XCO       | HOU 6  | OFF Ret | CHA 3   | MON 5  | FEL 6  | MAR Ret |         |         |        | 8.°  | 560    |
| 2008 | XCO       | HOU 2  | OFF 4   | MAD Ret | AND 15 | FOR 2  | MON —   | BRO —   | CAN 8   | SCH 17 | 8.°  | 808    |
| 2009 | XCO       | PIE 6  | OFF 10  | HOU —   | MAD 5  | MON 13 | BRO 6   | CHA 26  | SCH 4   |        | 5.°  | 779    |
| 2010 | XCO       | DAL 1  | HOU 15  | OFF 2   | CHA 3  | ISE 1  | WIN 2   |         |         |        | 1.º  | 1136   |
| 2011 | XCO       | PIE 1  | DAL 9   | OFF 7   | MON 2  | WIN 2  | NOV 2   | ISE 2   |         |        | 2.º  | 1270   |
| 2012 | XCO       | PIE 1  | HOU 2   | NOV 1   | LAB —  | MON 1  | WIN —   | ISE 1   |         |        | 1.º  | 1200   |
| 2013 | XCO       | ALB 18 | NOV 1   | VAL 1   | AND 1  | MON 3  | HAF 2   |         |         |        | 1.º  | 1180   |
| 2014 | XCO       | PIE 6  | CAI —   | NOV 1   | ALB 2  | MON 1  | WIN 1   | MER 1   |         |        | 2.º  | 1330   |
| 2015 | XCO       | NOV 2  | ALB 2   | LEN 2   | MON 1  | WIN 1  | VAL 1   |         |         |        | 1.º  | 850    |
| 2016 | XCO       | CAI 1  | ALB 1   | LAB 4   | LEN 1  | MON —  | AND 13  |         |         |        | 2.º  | 2190   |
| 2017 | XCO       | NOV 1  | ALB 1   | AND 1   | LEN 1  | MON 1  | VAL 1   |         |         |        | 1.º  | 1500   |
| 2018 | XCC       |        | ALB Ret | NOV 3   | VAL 2  | AND 4  | MON 22  | LAB 6   |         |        | 1.º  | 1861   |
| 2018 | XCO       | STE 2  | ALB 1   | NOV 1   | VAL 1  | AND 2  | MON 7   | LAB 1   |         |        | 1.º  | 1861   |
| 2019 | XCC       | ALB 3  | NOV 4   | AND 2   | LES 4  | VAL 5  | LEN 3   | SNO 1   |         |        | 1.º  | 1995   |
| 2019 | XCO       | ALB 6  | NOV 2   | AND 1   | LES 1  | VAL 3  | LEN 2   | SNO 2   |         |        | 1.º  | 1995   |
| 2020 | XCC       | LEN C  | VAL C   | LES C   | NOV 29 | NOV 6  |         |         |         |        | 4.°  | 310    |
| 2020 | XCO       | LEN C  | VAL C   | LES C   | NOV 4  | NOV 3  |         |         |         |        | 4.°  | 310    |
| 2021 | XCC       | ALB 3  | NOV 12  | LEO 29  | LES 9  | LEN 5  | SNO 15  |         |         |        | 4.°  | 1182   |
| 2021 | XCO       | ALB 2  | NOV 7   | LEO 10  | LES 5  | LEN 2  | SNO 4   |         |         |        | 4.°  | 1182   |
| 2022 | XCC       | PET 5  | ALB 3   | NOV 9   | LEO 11 | LEN 4  | AND 15  | SNO Ret | MON 32  | VAL 4  | 1.º  | 1723   |
| 2022 | XCO       | PET 1  | ALB 2   | NOV 3   | LEO 2  | LEN 4  | AND 3   | SNO Ret | MON 6   | VAL 2  | 1.º  | 1723   |
| 2023 | XCC       | NOV 5  | LEN 16  | LEO 17  | VAL 10 | AND 2  | LES DNS | SNO 8   | MON 5   |        | 1.º  | 1549   |
| 2023 | XCO       | NOV 3  | LEN 1   | LEO 21  | VAL 1  | AND 12 | LES 2   | SNO 2   | MON 14  |        | 1.º  | 1549   |
| 2024 | XCC       | MAI 8  | ARA 14  | NOV 8   | VAL 4  | CRA 6  | LES —   | LAK 5   | MON 25  |        | 4.º  | 1164   |
| 2024 | XCO       | MAI 35 | ARA 6   | NOV 2   | VAL 1  | CRA 4  | LES —   | LAK 25  | MON 8   |        | 4.º  | 1164   |